# Evermannellidae
Evermannellidae är en familj av fiskar. Evermannellidae ingår i ordningen laxtobisartade fiskar (Aulopiformes). Enligt Catalogue of Life omfattar familjen Evermannellidae 8 arter.
Familjens medlemmar lever främst i tropiska och subtropiska delar av Atlanten, Indiska oceanen och Stilla havet. Arternas kropp är inte täckt av vanliga fjäll. De kan ha stora eller små ögon och saknar simblåsa. Längden går upp till 18 cm. Dessa fiskar jagar andra djur.
Släkten enligt Catalogue of Life och Fishbase:
- Coccorella
- Evermannella
- Odontostomops